# Preston Lea
Preston Lea, född 12 november 1841 i Wilmington i Delaware, död 4 december 1916 i New Castle i Delaware, var en amerikansk republikansk politiker. Han var Delawares guvernör 1905–1909.
Både hans farfar och far hade kvarnverksamhet som malde mjöl i fallen i Brandywine Creek, som är en biflod till Christinafloden, utanför Wilmington. När Preston Lea var 18 år gammal anställdes han av faderns företag. Efter faderns död blev han chef över företaget som fick namnet William Lea & Son efter fadern. Senare tjänstgjorde han som verkställande direktör för två järnvägsbolag och en bank. Han efterträdde 1905 John Hunn som Delawares guvernör och efterträddes 1909 av Simeon S. Pennewill.
Lea avled 1916 och gravsattes på Wilmington and Brandywine Cemetery i Wilmington.